# Görlitz
Görlitz (wym. [ˈɡœʁlɪt͡s]ⓘ; górnołuż. Zhorjelc) – miasto powiatowe w Niemczech, w kraju związkowym Saksonia, siedziba powiatu Görlitz. Do 31 lipca 2008 było miastem na prawach powiatu. Zlokalizowane nad Nysą Łużycką, na Górnych Łużycach i w ciągu europejskiego szlaku Via Regia.
Usytuowane na granicy z Polską, stanowiąc najbardziej na wschód wysunięte miasto Niemiec, szóste pod względem populacji miasto Saksonii – po Lipsku, Dreźnie, Chemnitz, Zwickau i Plauen. Siedziba biskupów: ewangelickiego i katolickiego. Do maja 1945 r. tworzyło jedno miasto wraz ze Zgorzelcem. Görlitz jest jednym z niewielu niemieckich miast tej wielkości niezniszczonych podczas II wojny światowej, a co za tym idzie posiadających niezaburzony układ przestrzenny i zabytki ze wszystkich epok historycznych.

## Toponimia
Pierwsza wzmianka o miejscowości w formie Goreliz pochodzi z 1071 r. Później nazwa była także notowana w formach Yzhorelik (1131), Gorlez, Gorliz (1234), Gorlitz, Gorliz, Zgorliz (1241), Gorlizc (1319), Gorlicz (1436), Görlicz (1474), Görlitz (1526). Nazwa górnołużycka pojawiła się w źródłach pisanych pod koniec XVII w., po raz pierwszy w 1700 r., kiedy odnotowano formy Sorlze, Solerze, Zorleze, Zhorlce. Późniejsze zapisy to: Zhoŕelc (1843), Zhorjelc, Zholerc (1866).
Nazwa wywodzi się z języka starołużyckiego, w którym miała najpierw postać *Izgorěľc, a później *Zgorěľc. Została ona utworzona od wyrazu *(i)zgorěły, czyli ‘zgorzały, spalony’, u podstaw którego leży czasownik *(i)zgorěti, czyli ‘zgorzeć’. Nazwa określała miejsce wypalone, osadę utworzoną na miejscu wypalonym.
Po zakończeniu II wojny światowej wschodnia część miasta znalazła się po stronie polskiej i otrzymała nazwę Zgorzelec, oficjalnie obowiązującą od 19 maja 1946. Polska forma nazwy pochodzi od form łużyckich i notowana była już w XIX w. (obok formy Zgorzelice).

## Podział administracyjny
- Altstadt
- Biesnitz
- Deutsch Ossig
- Hagenwerder
- Innenstadt
- Klein Neundorf
- Klingewalde
- Königshufen
- Kunnerwitz
- Ludwigsdorf
- Nikolaivorstadt
- Ober-Neundorf
- Rauschwalde
- Schlauroth
- Südstadt
- Tauchritz
- Weinhübel[7]

## Historia
Kalendarium:
- na przełomie X w. i XI w. gród Serbołużyczan zajęty i włączony do Polski wraz z Łużycami przez Bolesława I Chrobrego w wyniku wojen polsko-niemieckich
- 1032 – gród wraz z Łużycami przechodzi pod władzę margrabiów Miśni
- 1076 – osada wraz ze wschodnią częścią Milska przyłączona do Czech
- 1131 – powstał gród nad Nysą Łużycką z polecenia czeskiego księcia Sobiesława
- ok. 1215 – prawa miejskie
- 1319 – miasto pod panowaniem śląskiego Piasta Henryka I Jaworskiego, zostaje włączone do księstwa jaworskiego. Miasto złożyło księciu hołd, a 26 sierpnia 1319 książę potwierdził przywileje miasta[8]
- 1329 – miasto ponownie włączone do Królestwa Czech
- 1346–1815 – miasto-członek górnołużyckiego Związku Sześciu Miast

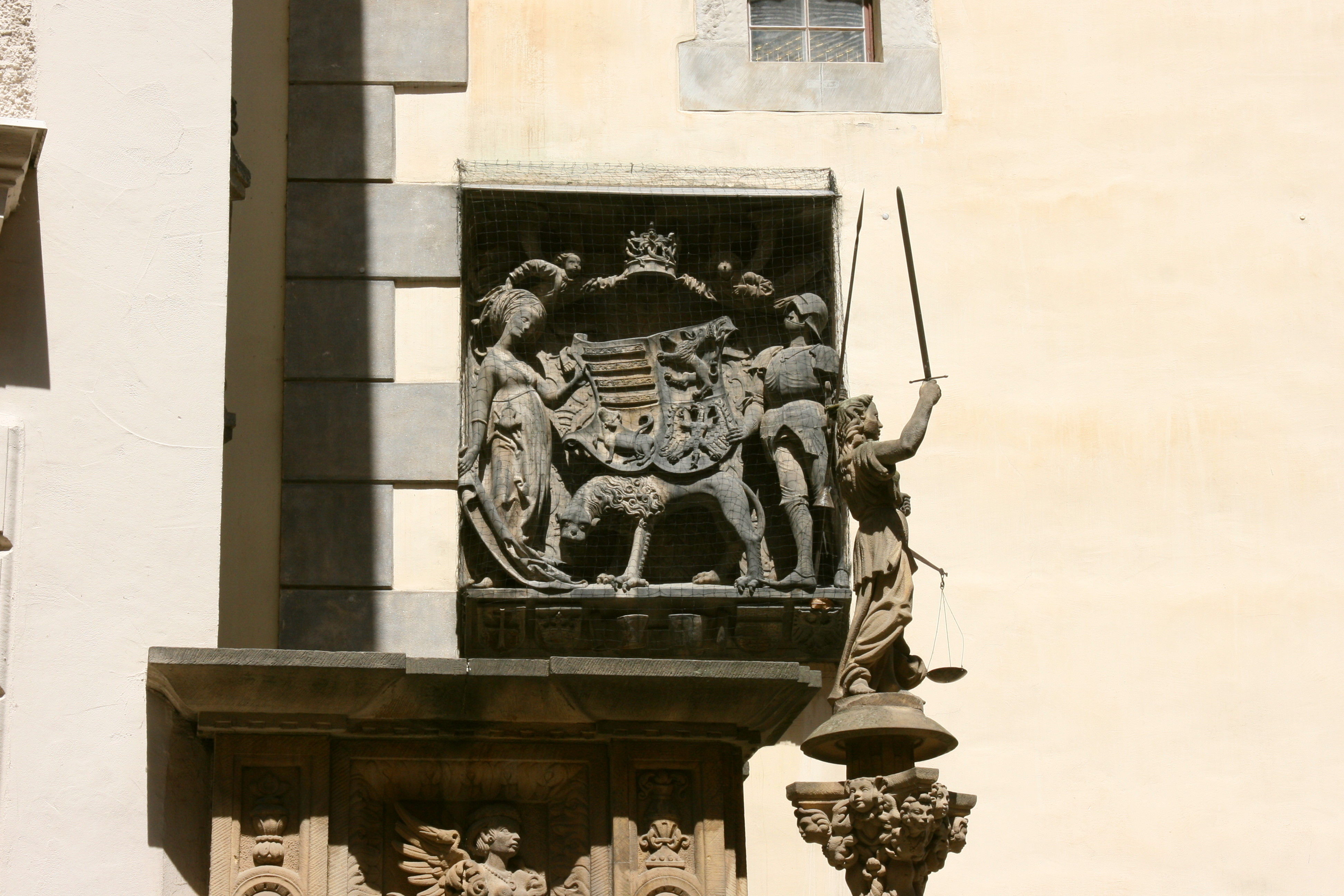
Herb króla Węgier Macieja Korwina na Starym Ratuszu

- 1377 – powstało oddzielne księstwo Görlitz (Herzogtum Görlitz) utworzone przez króla czeskiego i cesarza rzymskiego Karola IV
- 1466 – pod panowaniem króla węgierskiego Macieja Korwina
- 1490 – powrót w granice Czech
- 1618–1648 – zniszczenia w czasie wojny trzydziestoletniej
- 1635 – utrata miasta wraz z Łużycami Górnymi przez Czechy na rzecz Elektoratu Saksonii
- 1697–1763 – pod panowaniem Augusta II Mocnego i Augusta III Sasa; przez miasto biegnie jedna z tras łączących Drezno i Warszawę[9]
- 1815 – po kongresie wiedeńskim miasto włączone zostało do Prus i stało się częścią prowincji Śląsk (Provinz Schlesien)
- od 1848 połączenie kolejowe z Węglińcem, od 1865 r. z Lubaniem i Jelenią Górą

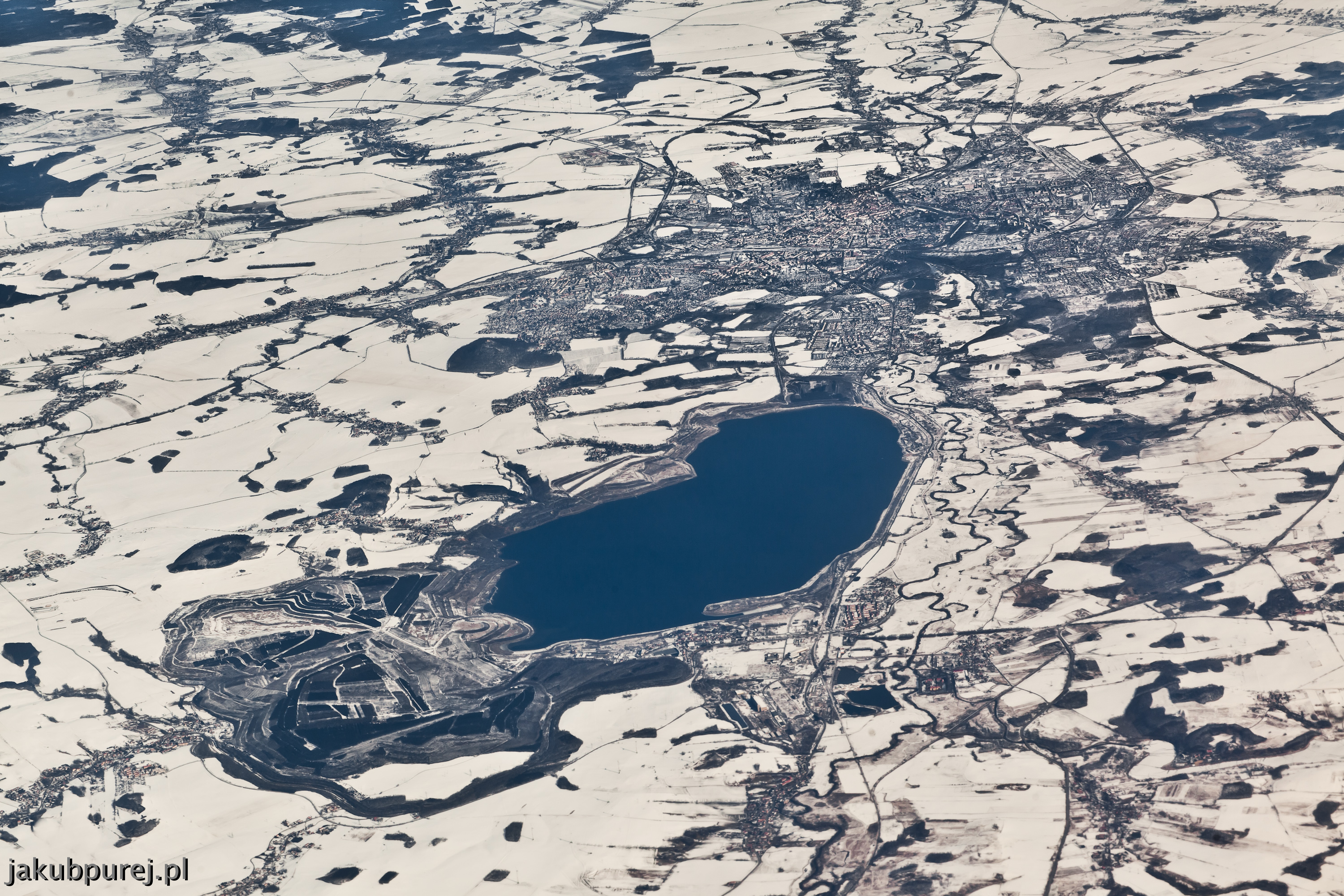
Görlitz i Zgorzelec z lotu ptaka – z wysokości 10 tys. metrów

- 1900 – Görlitz drugim po Wrocławiu najludniejszym miastem w prowincji Śląsk
- w 1919 r. w wyniku podziału prowincji Śląsk na dwie mniejsze prowincje, stał się częścią prowincji Dolny Śląsk (Provinz Niederschlesien)
- w czasie II wojny światowej 1939–1945 obóz dla jeńców – podoficerów i szeregowych różnej narodowości (Stalag VIII A Görlitz), przez który przeszło ponad 44 tys. osób (zginęło kilka tysięcy jeńców, głównie radzieckich i włoskich)
- kwiecień 1945 – zacięte walki o sforsowanie Nysy Łużyckiej
- na mocy postanowień konferencji poczdamskiej Nysa Łużycka stała się rzeką graniczną, a prawobrzeżna część miasta włączona w obszar Polski i nadano jej nazwę Zgorzelec
- do 1990 Görlitz znajdowało się w Niemieckiej Republice Demokratycznej
- 1994 – papież Jan Paweł II utworzył diecezję katolicką z siedzibą w Görlitz, której patronką jest święta Jadwiga Śląska

Do 1945 r. Zgorzelec stanowił przedmieście Görlitz. Na początku maja 1945 r., Niemcy zniszczyli most staromiejski Zgorzelec-Görlitz, odbudowany w 2004 r. Władze obu miast podpisały 8 lipca 2003 deklarację o utworzeniu Europa-Miasto (niem. Europastadt), w Görlitz działa spółka promująca miasto o nazwie Europastadt Görlitz/Zgorzelec GmbH. Miasta Görlitz i Zgorzelec ubiegały się wspólnie o przyznanie tytułu Europejskiej Stolicy Kultury, tytułu nie uzyskały.
W latach 1995–2016 anonimowy darczyńca przekazał ponad 10 milionów euro na potrzeby miasta. Z tych środków wyremontowano dwie trzecie kamienic starego miasta.

## Demografia

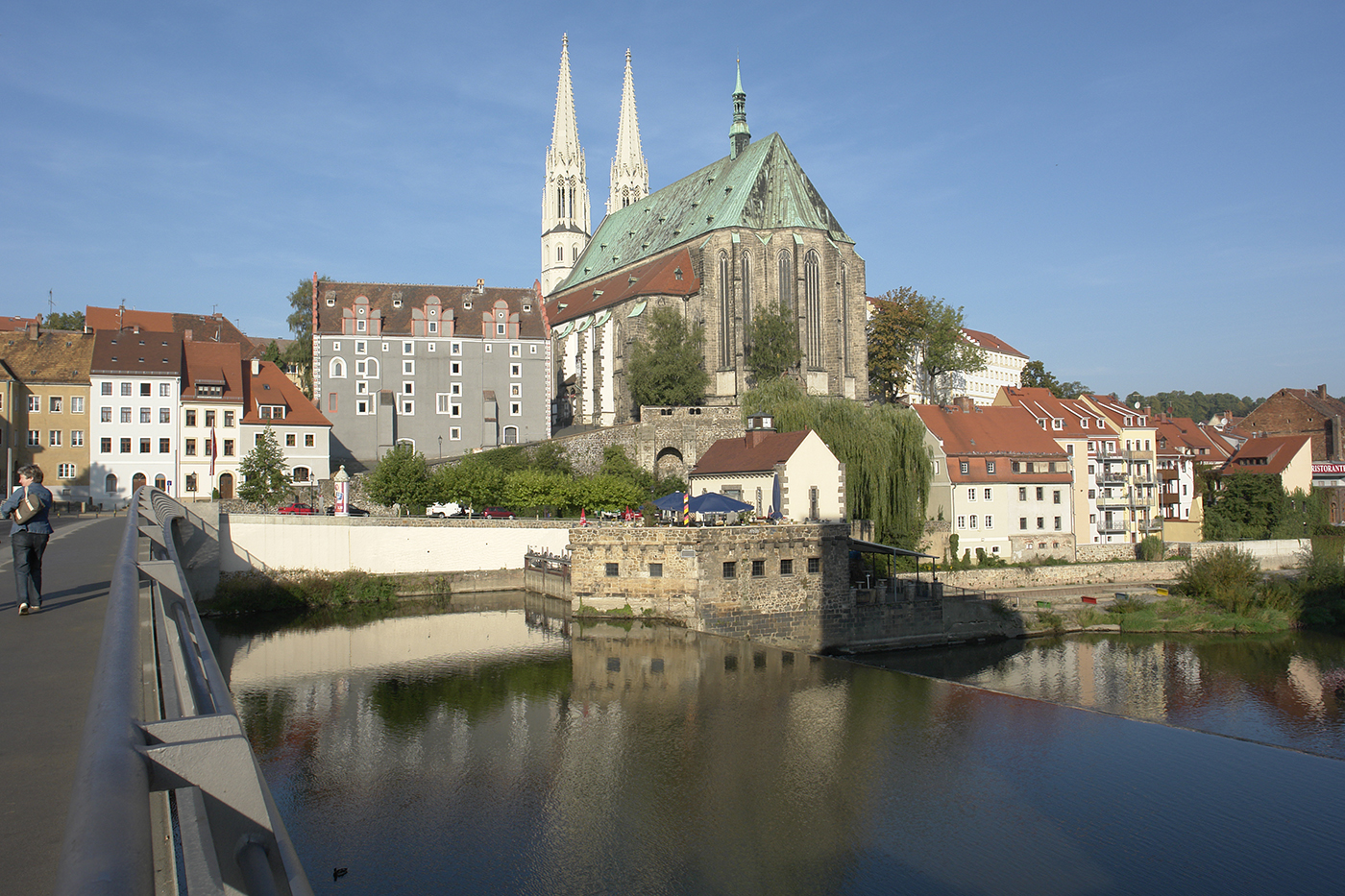
Na pierwszym planie młyn (Vierrademühle), dalej kościół św. Piotra i Pawła i Waidhaus (szary budynek) widziane z mostu staromiejskiego

Miasto zamieszkuje 55 186 mieszkańców (31 grudnia 2024).

## Zabytki

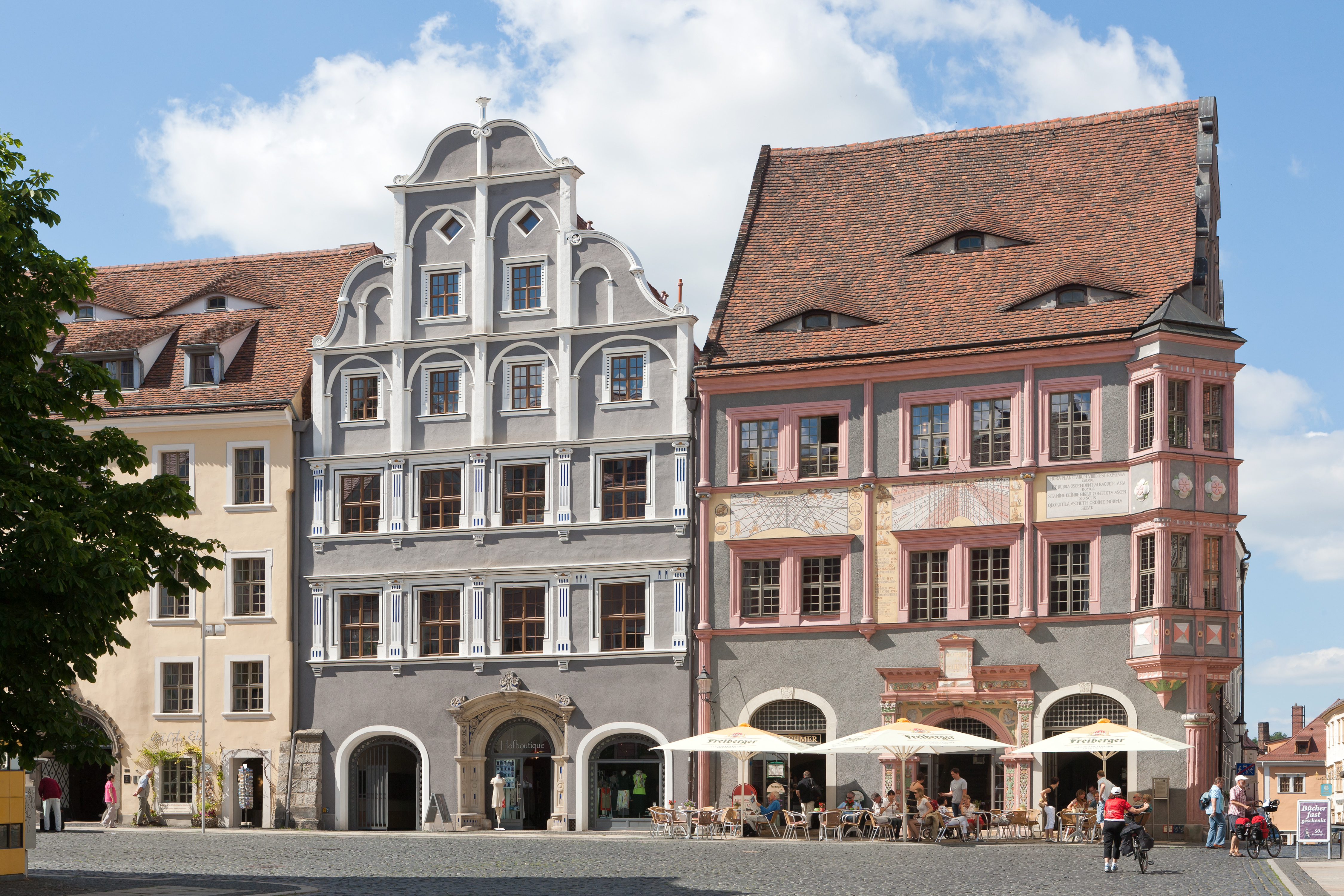
Apteka Ratuszowa (Ratsapotheke)

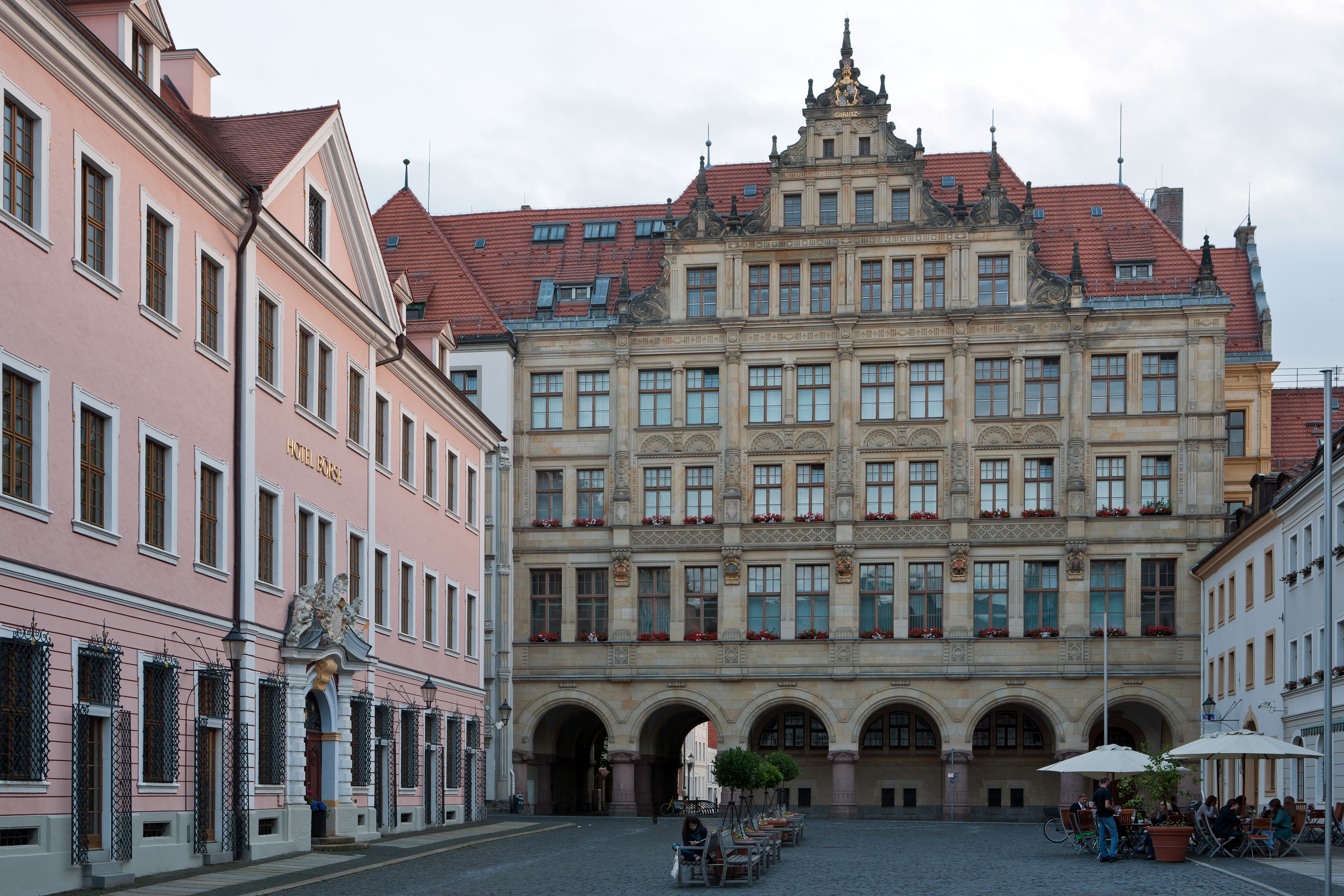
Nowy Ratusz

Görlitz jest jednym z niewielu niemieckich miast tej wielkości niezniszczonych podczas II wojny światowej, a co za tym idzie posiada niezaburzony układ przestrzenny i zabytki ze wszystkich epok historycznych:
- Święty Grób (Heiliges Grab) z 1504 r. – replika grobu Jezusa Chrystusa
- kościół św. Piotra i Pawła (St. Peter und Paul) z XV w.
- kościół św. Mikołaja (Nikolaikirche) z XII w.
- kościół św. Trójcy (Dreifaltigkeitskirche) z lat 1234–1245
- Stary Ratusz z XVI w.
- wieże Gruba Wieża (Dicker Turm), Reichenbacher Turm i Nikolaiturm, brama Nikolaizwinger, baszta Wołowa, barbakan Kaisertrutz – pozostałości średniowiecznych fortyfikacji
- Kościół Mariacki (Frauenkirche) z 1473 r.
- zamek wodny Tauchritz z 1306 r.
- budynek Waidhaus z XIII w.
- budynek Schönhof z 1526 r., siedziba Muzeum Śląskiego (Schlesisches Museum zu Görlitz)
- Dworzec Główny z 1846 r.
- wiadukt kolejowy z 1847 r.
- kościół św. Krzyża (Heilig-Kreuz-Kirche) z 1853 r.
- dom towarowy Straßburg-Passage z 1887 r.
- fontanna Muschelminna z 1887 r.
- katedra św. Jakuba (St.-Jakobus) z 1900 r.
- kościół luterański (Lutherkirche) z 1901 r.
- Nowy Ratusz z 1903 r.
- kościół Ducha Świętego (Heilig-Geist)
- synagoga z 1911 r.
- dom towarowy Hertie-Kaufhaus z 1913 r.

## Gospodarka
W mieście rozwinął się przemysł maszynowy, elektrotechniczny, optyczny, włókienniczy, odzieżowy oraz spożywczy.

## Transport

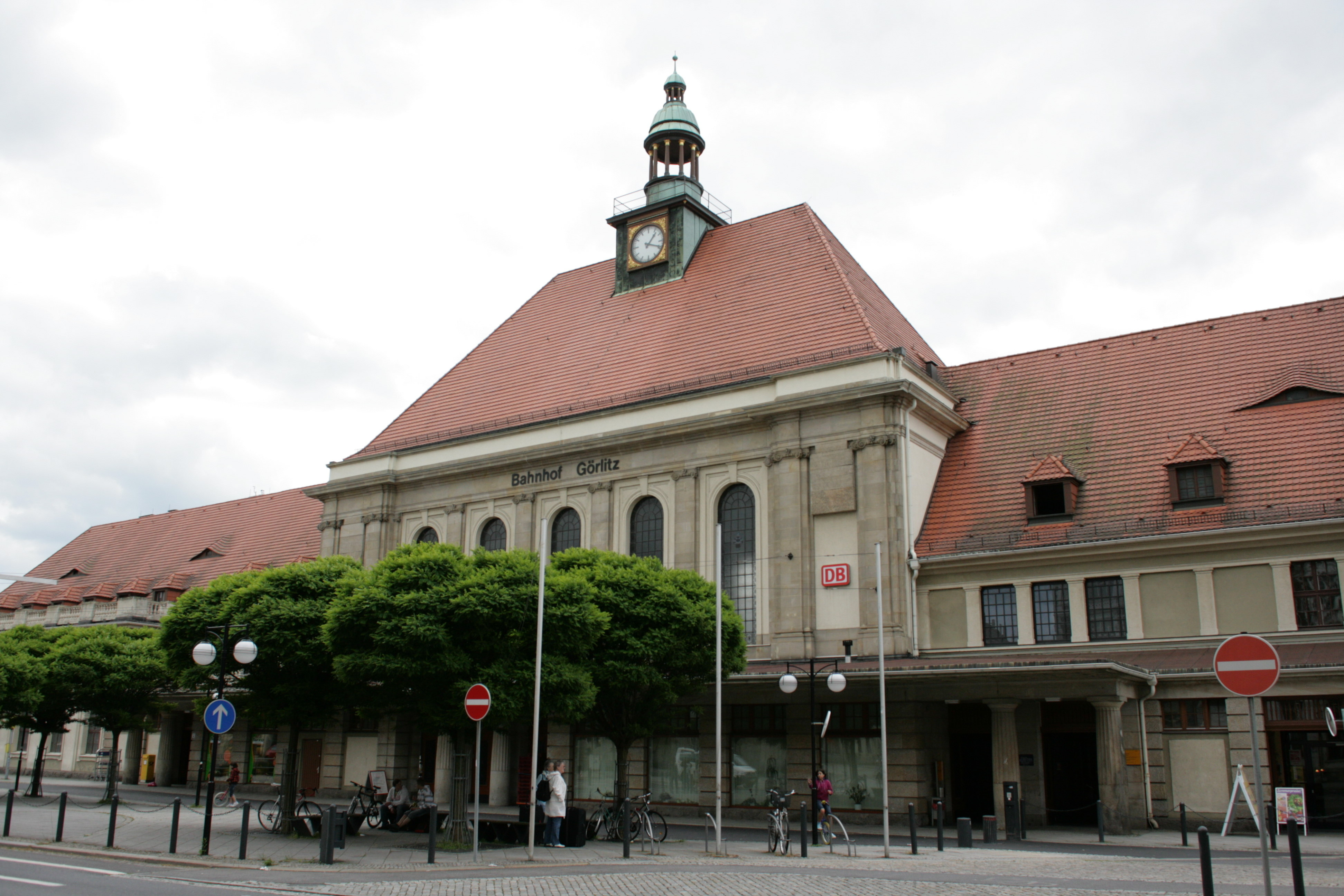
Dworzec kolejowy Görlitz

### Drogowy
Görlitz leży na europejskim szlaku komunikacyjnym. W pobliżu miasta przebiegają trasa europejska E40 oraz autostrada A4, która w okolicach Jędrzychowic łączy się z polską autostradą A4. Na wschodzie Görlitz biegnie droga krajowa B6 relacji Brema (A27) - Görlitz (A4), krzyżująca się na węźle drogowym Görlitz 94. Przez samo centrum miasta przebiega droga krajowa B99 łącząca B96 i B178 w Żytawie z A4 w Görlitz.

### Kolejowy
W mieście znajduje się stacja kolejowa Görlitz. W skład komunikacji miejskiej wchodzą system tramwajowy oraz autobusowy. W przeszłości funkcjonowała linia do Weißenbergu.

### Tramwajowy
Komunikacja tramwajowa powstała w 1881 r., obecnie miasto posiada 2 linie tramwajowe. 

## Współpraca

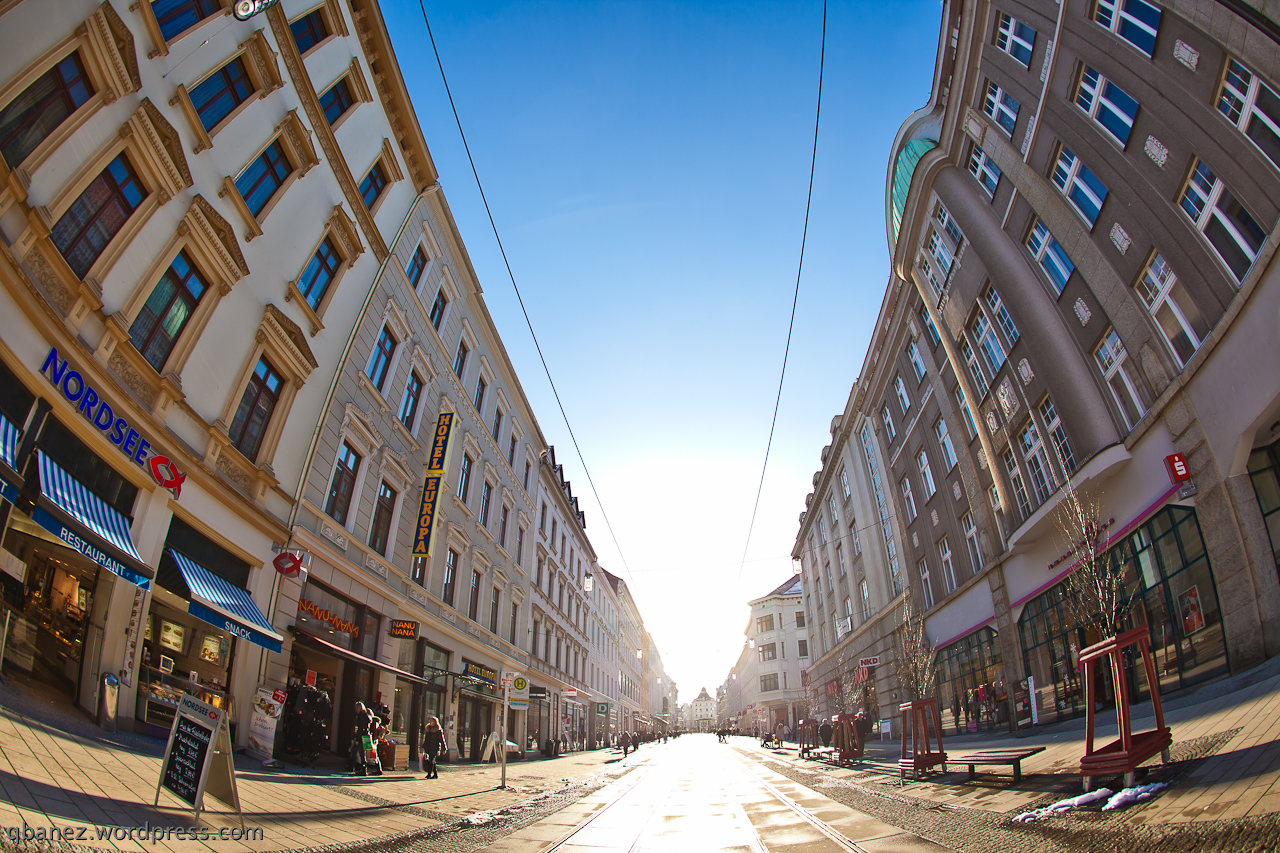
Görlitz, Berliner Straße

- Amiens
- Molfetta
- Nowy Jiczyn
- Wiesbaden
- Zgorzelec, Mirsk

## Osoby urodzone i związane z Görlitz
- Jakob Böhme – słynny niemiecki filozof, mistyk, gnostyk
- Michael Ballack – niemiecki piłkarz
- Jens Jeremies – niemiecki piłkarz